# Karl Stellwag
Karl Stellwag (* 22. April 1873 auf dem Stockfelder Hof in Orsingen-Nenzingen; † 20. Februar 1963 Oberzwieselau) war ein studierter Landwirt, deutscher Vorreiter der biologischen Bodenbearbeitung und Mitglied der SdP.

## Leben
Karl Stellwag war Sohn eines Domänenpächters und zog 1878 nach Böhmen in Österreich-Ungarn. Er wuchs deutsch und tschechisch auf. Er besuchte die Volksschule in Schnepfenthal in Thüringen und die Mittelschule und Handelsschule in Prag. Danach bewirtschaftete er mit seinem Vater das 1888 gepachtete Gut Panenské Břežany bei Prag. Im Jahr 1912 pachtete er den Großgrundbesitz Drum bei Böhmisch Leipa. Stellwag war österreichischer Offizier im Ersten Weltkrieg. In der Tschechoslowakei trat er dem Bund der Landwirte (BDL) bei. 1935 wurde er Mitglied der Sudetendeutschen Partei (SdP) und wurde für sie in den Tschechoslowakischen Senat gewählt. Nach dem Anschluss des Sudetenlandes an das Deutsche Reich wurde das Mandat annulliert. Am 27. Dezember 1938 wurde Stellwag Mitglied der NSDAP (# 6.360.126). Im Zweiten Weltkrieg war er Major im Wehrbezirkskommando. Zuletzt bewirtschaftete er einen eigenen Hof in Karsch bei Böhmisch Leipa. Stellwag wurde im Juni 1945 von der tschechoslowakischen Gendarmerie verhaftet und in einem Prozess gegen SdP-Funktionäre zu drei Jahren Haft verurteilt. 1948 wurde er nach Bayern abgeschoben.
Im Alter von 80 Jahren veröffentlichte er 1953 seine Erinnerungen und Erfahrungen in der biologischen Bodenbearbeitung, insbesondere mit Hilfe von Kompost und Regenwurm, in einem 55-seitigen Büchlein.

## Schriften (Auswahl)
- Karl Stellwag: Kraut und Rüben. Ein Erinnerungsbuch an die blühende Heimat im Osten. Hanns Georg Müller Verlag KG, Krailing bei München 1953; 2. erweiterte Auflage. Verlags-Genossenschaft der Waerland-Bewegung, Mannheim 1967.